# Suihua
Suihua (chiń. 绥化; pinyin Suīhuà) – miasto o statusie prefektury miejskiej w północno-wschodnich Chinach, w prowincji Heilongjiang. W 2010 roku liczba mieszkańców miasta wynosiła 252 734. Prefektura miejska w 1999 roku liczyła 5 367 543 mieszkańców.

## Podział administracyjny
Prefektura miejska Suihua podzielona jest na:
- dzielnicę: Beilin,
- 3 miasta: Anda, Hailun, Zhaodong,
- 6 powiatów: Wangkui, Lanxi, Qinggang, Qing’an, Mingshui, Suileng.